# Аукцион алгоритмов
Аукцион алгоритмов — первый в мире аукцион компьютерных алгоритмов.
Аукцион, организованный компанией Ruse Laboratories, включал семь лотов и проводился 27 марта 2015 года в Смитсоновском музее дизайна Cooper Hewitt.
Пять лотов были физическими представлениями известного кода или алгоритмов, включая написанную от руки и подписанную копию оригинала Hello, world! — программы на языке Си Брайана Кернигана; печатную копию из 5000 строк кода сборки, содержащую самую раннюю известную версию Turtle graphics, подписанную её создателем Гарольдом Абельсоном; код, содержащий шестистрочный алгоритм Qrpff, способный расшифровывать содержимое на коммерчески выпускаемом DVD-диске; а также пару рисунков, представляющих оригинальный алгоритм расчёта совместимости OkCupid, подписанных основателями этой службы знакомств.

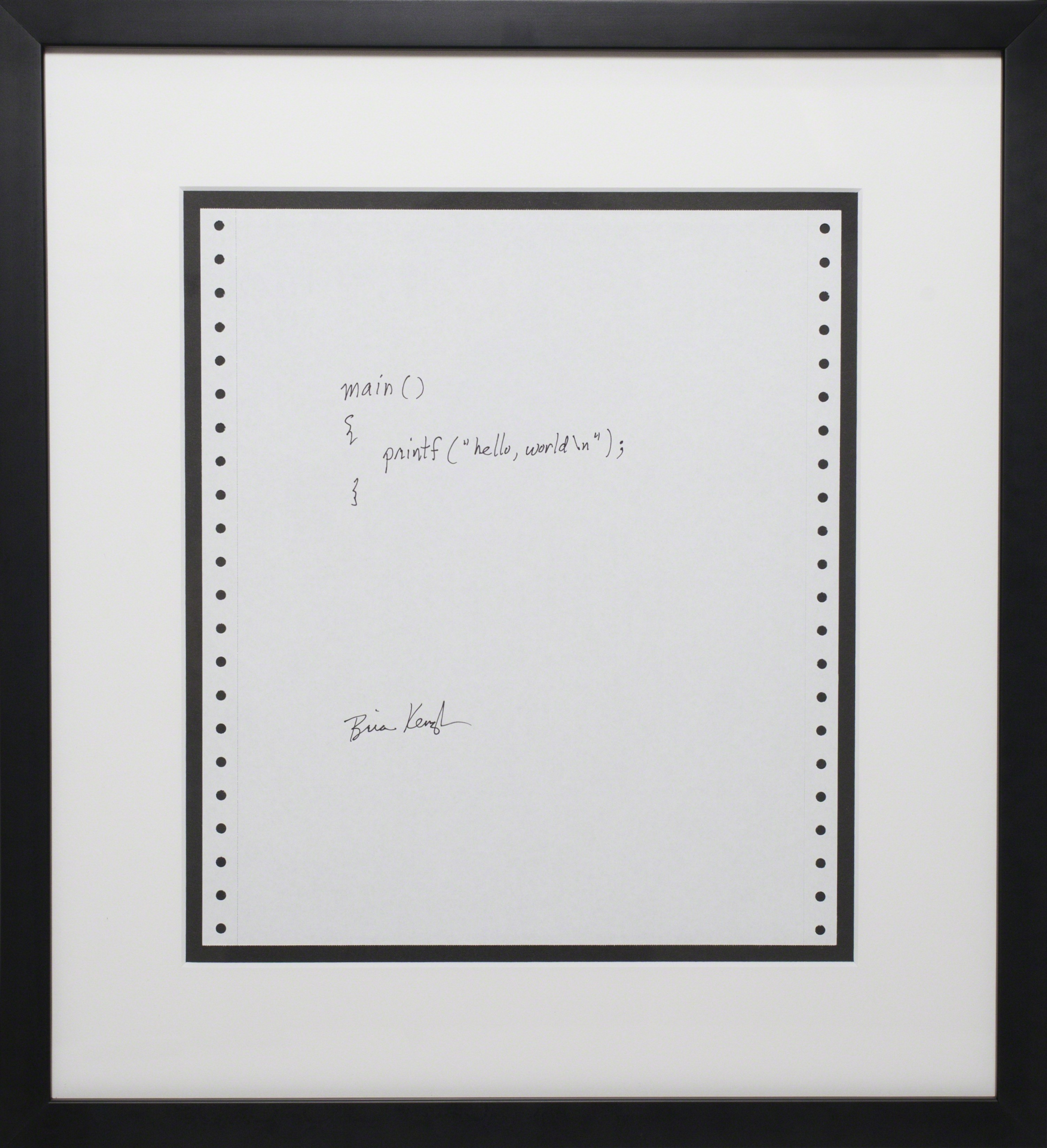
Программа «Hello, World!» на аукционе алгоритмов Artsy.

Все лоты были проданы, Hello World! получил наибольшее количество заявок, лот Qrpff был продан за 2500 долларов.
После окончания аукциона нью-йоркский Музей современного искусства провёл салон под названием «Путь алгоритма» («The Way of the Algorithm»), в котором алгоритмы были выделены как «вездесущий и незаменимый компонент нашей жизни».